# Sakeni
Sakeni (en georgiano: საკენი) o Sakyan (en abjasio: Сакьан) es una aldea que pertenece a la parcialmente reconocida República de Abjasia, parte del distrito de Gulripshi, aunque de iure pertenece al municipio de Gulripshi de la República Autónoma de Abjasia de Georgia.

## Geografía
Sakeni se encuentra en la parte superior del valle de Kodori, en el margen derecha del río Kodori. La aldea está a 95 km de Gulripshi y se administra desde el pueblo de Azhara.

## Historia
Después de la guerra del Cáucaso, cuando se anexó el principado de Abjasia, los rusos expulsaron a los habitantes originales (abjasios tsebelda y dali) de los valles en los tramos superiores del Kodori. Los asentamientos en el río Sakeni se establecieron alrededor del año 1868, cuando las autoridades rusas permitieron el reasentamiento de otras etnias en el valle de Kodori.
Cerca de Sakeni, unidades de combate alemanas intentaron cruzar la cordillera del Gran Cáucaso hacia la RSS de Georgia a través de la carretera militar de Sujumi en 1942 durante la Segunda Guerra Mundial, parte de la operación Edelweiss. Los alemanes llegaron a Omarishara, a finales de agosto de 1942, tras lo cual fueron expulsados por el Ejército Rojo a través de las montañas hacia Rusia en septiembre.
La aldea también se encontraba en la ruta de escape de los cientos de miles de georgianos que huyeron de Abjasia después de la batalla de Sujumi en septiembre de 1993, en medio de la guerra de Abjasia. En octubre de 2001, Sakeni y las aldeas circundantes fueron objeto de bombardeos aéreos por parte de helicópteros y cuatro aviones Su-25. Ese mes tuvo lugar un enfrentamiento armado en la zona entre tropas georgianas y milicias abjasias.
El 12 de agosto de 2008, las fuerzas abjasias tomaron el control de Sakeni y de la mayoría del valle de Kodori, también conocido como la Alta Abjasia. Sakeni fue una de las últimas aldeas abandonadas por los georgianos en el valle de Kodori y la mayoría de los habitantes de Chjalta huyeron. Después de la guerra, se construyó una base militarizada del Servicio Federal de Seguridad ruso (FSB).

## Demografía
La evolución demográfica de Sakeni entre 1959 y 2002 fue la siguiente:
| 260                                                 | 214 | 226 |
| (Fuente: Population of Abkhazia since Soviet times) |     |     |

Según el censo de 2002, el 97% de la población eran georgianos del subgrupo de los esvanos

## Infraestructura

### Transporte
Sakeni está conectado con el resto de Abjasia por la ruta nacional Sh100 hasta Omarishara, y desde allí por la ruta nacional Sh10 hasta Gulripshi. Hacia el este, la Sh100 pasa por el paso de Chida, de 2.630 metros de altura, hacia Esvanetia, un paso que no ha sido posible desde 2008. La carretera que cruza el paso de Chida fue renovada en 2007 e inaugurada por el presidente georgiano Mijéil Saakashvili.